# Rhodostrophia rubrofasciata
Rhodostrophia rubrofasciata är en fjärilsart som beskrevs av Franz Dannehl 1933. Rhodostrophia rubrofasciata ingår i släktet Rhodostrophia och familjen mätare. Inga underarter finns listade.